# 卡洛瓦西
卡洛瓦西（希臘語：Καρλόβασι）是希腊北愛琴大區萨摩斯专区西萨摩斯市镇的一个市区及同名城镇。位于萨摩斯岛的西北侧，是岛上的商业中心。卡洛瓦西市区的面积為100.330平方公里，2011年人口数量为9,855人。
直至2010年卡洛瓦西为独立的市镇。2011年地方政府改革中与岛上的其他市镇一起合并为萨摩斯市镇，并成为该市镇的一个市区。2019年萨摩斯市镇一分为二，卡洛瓦西成为西萨摩斯市镇的一个市区，并为该市镇的行政中心。

## 外部鏈接
- 西萨摩斯市镇官方网站 （希腊文）
- School of Sciences (University of the Aegean)（页面存档备份，存于）
- My Samos directory - History （页面存档备份，存于）
- e-samos webpage - History & Culture （页面存档备份，存于）
- Visit Samos （页面存档备份，存于）